# Neue Stadtbücherei Augsburg
Die Neue Stadtbücherei Augsburg ist eine kommunale Bücherei der Stadt Augsburg. Sie ist eine der vier großen Augsburger Bibliotheken mit Schwerpunkt Bildungs-, Informations- und Kulturauftrag. Der Bestand umfasst 170.000 Bücher und 190 abonnierte Zeitschriften und Zeitungen sowie weitere Medien wie CDs und 6.700 Hörbücher.

## Geschichte

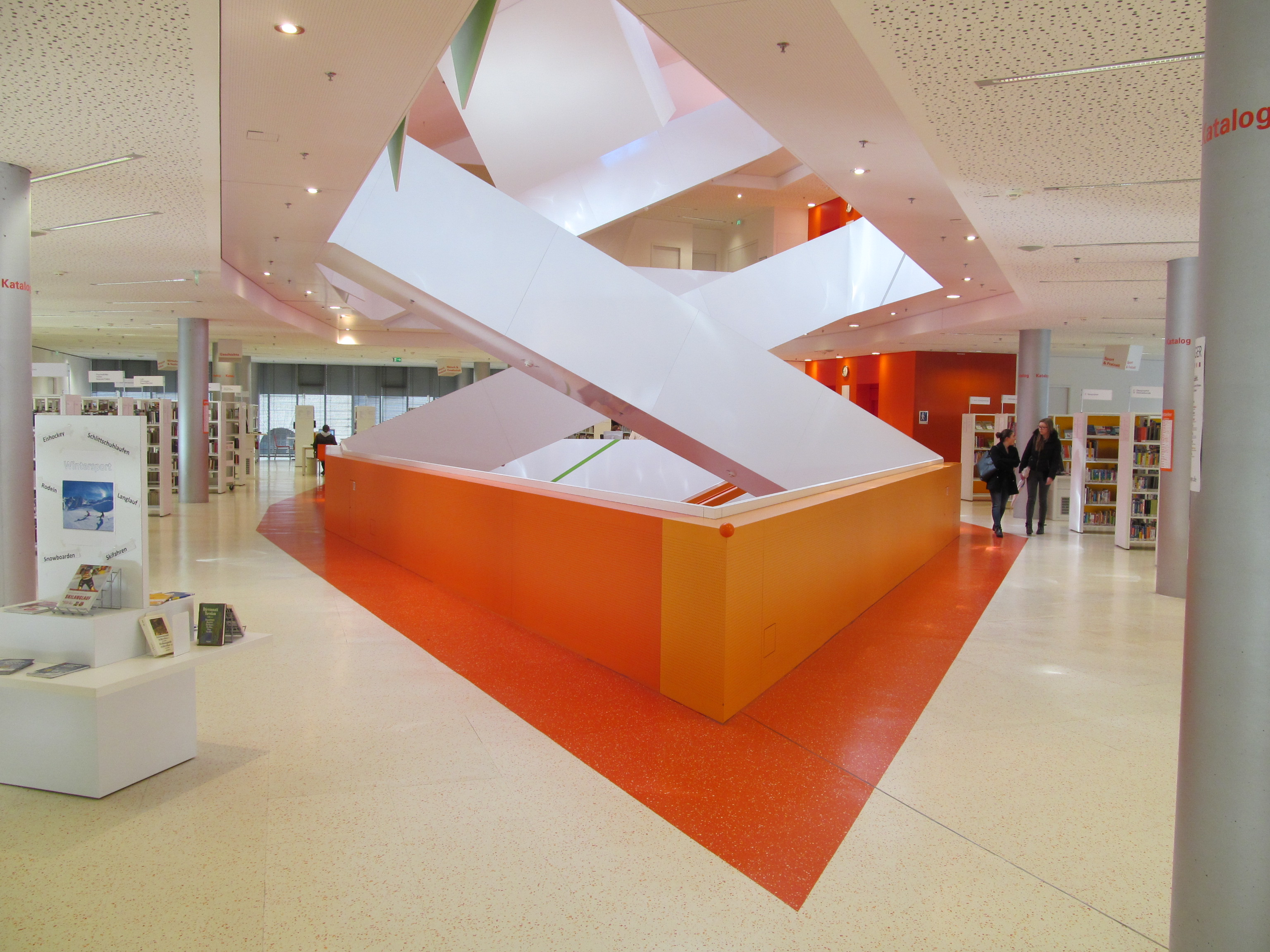
Stadtbücherei im neuen Gebäude von innen

1920 erfolgte die Eröffnung der Volksbücherei mit 10.000 Büchern als Abteilung der 1537 gegründeten Staats- und Stadtbibliothek Augsburg. Die Volksbücherei verselbständigte sich 1953. 1978 erfolgte die Umbenennung der Volksbücherei in Stadtbücherei. Auf Initiative der Offensive für eine neue Stadtbücherei gab es 2005 ein erfolgreiches Bürgerbegehren für eine „Neue Stadtbücherei“. Auf einen Bürgerentscheid konnte verzichtet werden, nachdem die Stadtverwaltung auf das Anliegen der Bürgerinitiative einging. 2007 erfolgte die Grundsteinlegung für ein neues Haus am Ernst-Reuter-Platz, am 20. Juni 2009 nahm die Stadtbücherei in dem neuen Gebäude ihren Betrieb auf.

## Standorte

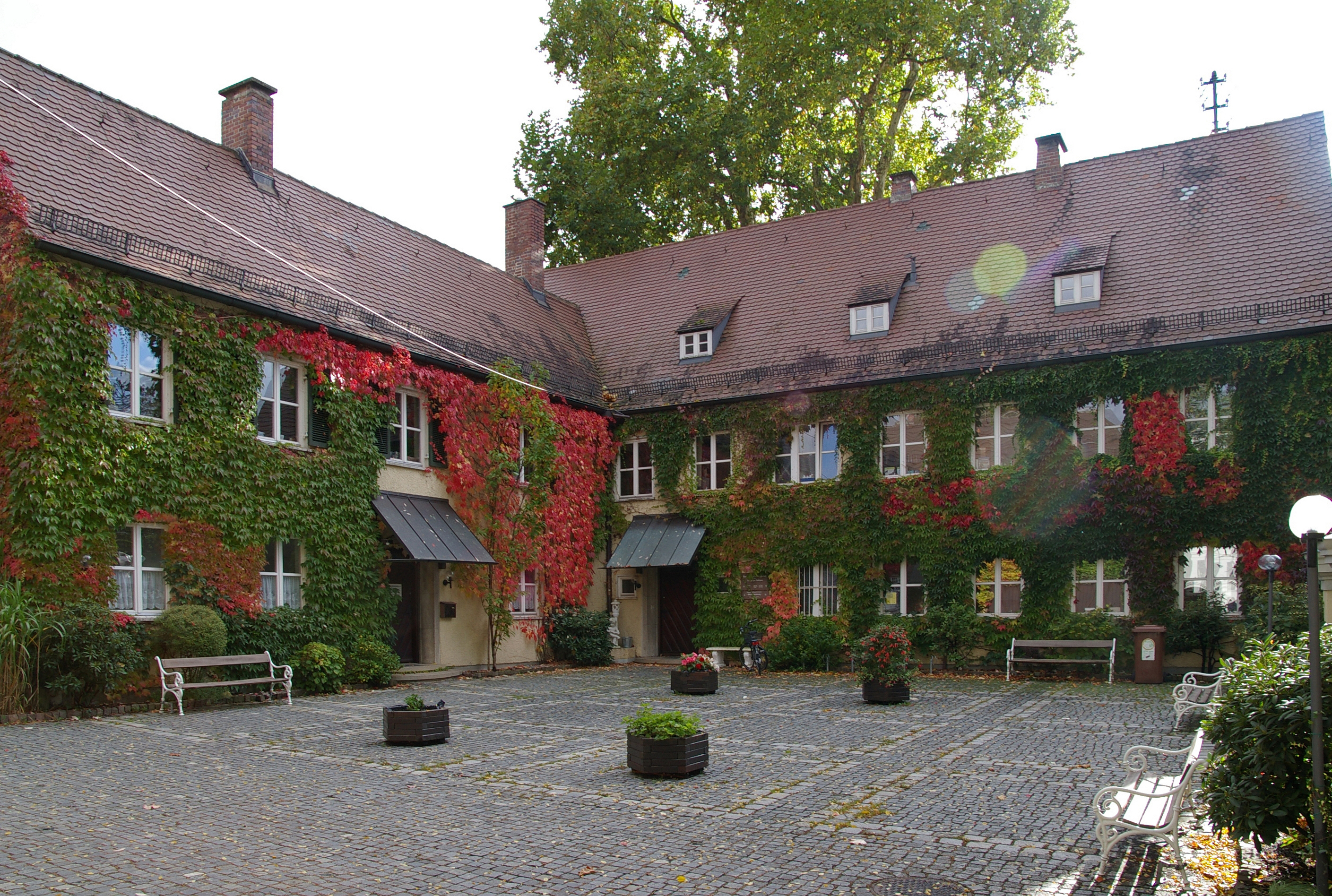
Zweigstelle der Stadtbücherei im Gögginger Rathaus

Standorte der Stadtbücherei Augsburg sind:
- Zentrale am Ernst-Reuter-Platz 1 mit Musikbücherei und Kinder- und Jugendbücherei
- Göggingen
- Haunstetten
- Lechhausen
- Kriegshaber

Darüber hinaus gibt es als Einrichtung den so genannten Bücherbus.

## Lese-Insel

Logo der Lese-Insel

Im Jahr 2010 wurden an den ersten Schulen Lese-Inseln eröffnet, die sowohl organisatorisch als auch fachlich eng an die Stadtbücherei angebunden sind. Das Ziel dieser modernen Schulbüchereien ist es, ein qualitätsvolles, attraktives Grundangebot an Medien für alle Nutzer zu bieten und Schüler, Lehrer und Eltern mit den Grundtechniken des Bibliothekswesens vertraut zu machen.

### Standorte
Derzeit sind Lese-Inseln an folgenden Augsburger Schulen eingerichtet
- St. Georg Grund- und Mittelschule
- Birkenau-Volksschule
- Blériot-Volksschule
- Grund- und Mittelschule Herrenbach
- Westpark-Bildungshaus
- Werner-Egk-Grundschule
- Löweneckschule
- Fröbel-Grundschule
- Kriegshaber-Grundschule
- Wittelsbacher Grundschule
- Hans-Adlhoch-Grund- und Mittelschule